# Festival Premiers Plans d'Angers 2018
Le Festival Premiers Plans d'Angers 2018, 30e édition du festival, s'est déroulé du 12 au 21 janvier 2018.

## Déroulement et faits marquants
Le jury des longs métrages est présidé par Catherine Deneuve. Cette 30e édition du festival propose une rétrospective Pedro Almodóvar, un hommage à Agnès Varda ainsi qu'à Serge Bozon, Kornél Mundruczó et aux Monty Python.
Le 20 janvier 2018, le palmarès est dévoilé: le grand prix du jury des longs-métrages est décerné aux films Tesnota de Kantemir Balagov et Winter Brothers (Vinterbrødre) de Hlynur Pálmason. Le prix du public pour les longs-métrages européens est remis à Strimholov de Marina Stepanska et le prix du public pour les longs-métrages français est remis à Jusqu'à la garde de Xavier Legrand.

## Jurys

### Longs métrages
- Catherine Deneuve (présidente du jury), actrice
- Clément Cogitore, réalisateur, scénariste, plasticien
- Tizza Covi, réalisatrice, scénariste, productrice
- Valérie Donzelli, réalisatrice, scénariste, productrice, actrice
- Guillaume Senez, réalisateur, scénariste

### Courts métrages
- Karim Moussaoui (président du jury), réalisateur, scénariste
- Céline Devaux, réalisatrice, scénariste
- Fyzal Boulifa, réalisateur, scénariste

## Autres Jurys

### Etudiant
- Amaury Astier (ESEO)
- Paul-Adrien Delaunay (ESEO)
- Lilamay Benoiton (UCO)
- Brice Templereau (ESBA TALM)
- Anne Philippe (ESBA TALM)
- Calixte Priou (UCO)
- Omar Abou  (UA)
- Charlotte Joly (UA)
- Jeanne Allard (UA)

### Sacem
- Pauline Amelin
- Clément Doumic
- Adrien Fonda
- Hugo Lippens
- Sébastien de Monbrison
- Mathilde Petit
- Babak Pezeshknia
- Léo Ponge

### Bibliothécaires
- Anne-Marie Bineau / Alain Bouligand (La Meignanne)
- Jacques Evrard / Valérie Lebosse (Saint Sylvain d'Anjou)
- Monique Lebrun / Christine Marsac (Saintes-Gemmes-sur-Loire)
- Marc Menard / Anne Prono (Cantenay-Epinard)
- Brigitte Rocher (Briollay)

### Activités sociales de l'énergie
- Anne Forestier
- Olivier Lamanda
- Robert Philibert
- Corine Rabeau
- Jean-Louis Raimbault
- Elisabeth Robert
- Jacques Tricot

### Fondation visio pour l'audiodescription
- Didier Couvoisier (président du Jury)
- Alexis Robin
- Tom Raybaud
- Claudine Roussel
- Christelle Frogerais
- Jean-Michel Braud

## Sélection

### En compétition

#### Longs métrages européens
- Winter Brothers (Vinterbrødre) de Hlynur Pálmason  Danemark  Islande
- Il figlio Manuel de Dario Albertini  Italie
- Gutland de Govinda Van Maele  Luxembourg  Belgique  Allemagne
- The Rules for Everything de Kim Hiorthøy  Norvège
- Valley of Shadows de Jonas Matzow Gulbrandsen  Norvège
- Broers de Bram Schouw  Pays-Bas
- The Cured de David Freyne  Royaume-Uni
- Tesnota de Kantemir Balagov  Russie
- Strimholov de Marina Stepanska  Ukraine

#### Longs métrages français
- Jusqu'à la garde de Xavier Legrand
- La nuit a dévoré le monde de Dominique Rocher
- Les Garçons sauvages de Bertrand Mandico
- Les Versets de l'oubli (Alle Anderen) de Alireza Khatami
- Sparring de Samuel Jouy

## Palmarès
- Grand prix du Jury (longs-métrages européens) : Tesnota de Kantemir Balagov et Winter Brothers (Vinterbrødre) de Hlynur Pálmason, ex aequo
- Grand prix du Jury (courts-métrages européens) : Ceata d'Adi Voicu
- Grand prix du Jury (courts-métrages français) : Déter de Vincent Weber et Retour à Genoa City de Benoît Grimalt, ex aequo
- Grand prix du Jury (plans animés) : Barbeque de Jenny Jokela
- Grand Prix du Jury (courts-métrages d'écoles) : Sog par Jonatan Schwenk
- Prix du Jury étudiant (courts-métrages d'écoles) : Atelier de Elsa María Jakobsdóttir
- Prix du Public (longs-métrages européens)  : Strimholov de Marina Stepanska
- Prix du Public (longs-métrages français) : Jusqu'à la garde de Xavier Legrand[4]
- Prix du Public (courts-métrages européens) : U plavetnilo d'Antoneta Alamat Kusijanović
- Prix des activités sociales de l'énergie (longs-métrages français) : Sparring de Samuel Jouy
- Prix des bibliothécaires (courts-métrages français) : Pourquoi j'ai écrit la bible d'Alexandre Steiger
- Prix de la création musicale (courts-métrages) : Johan CarøeSombra de Kristian Sejrbo Lidegaard
- Prix d’interprétation féminine (courts-métrages français) : Anouk Agniel dans Déter de Vincent Weber